# Сандомирский замок
Королевский замок в Сандомире (пол. Zamek królewski w Sandomierzu) — замок в Польше, расположенный в городе Сандомире, неподалёку от берега реки Вислы. Основан в XIV веке королём Казимиром III Великим, в течение своей истории неоднократно перестраивался. С 1986 года в замке находится Окружной музей Сандомира (пол. Muzeum Okręgowe w Sandomierzu).